# 东南街街道
东南街街道，是中华人民共和国甘肃省酒泉市肃州区下辖的一个乡镇级行政单位。

## 行政区划
东南街街道下辖以下地区：
尚武街社区、东文化街社区、南苑社区、东关苑社区、祁连路社区和汉唐街南社区。